# Hebyr Pazardżik
Futbołen kłub Hebyr Pazardżik (bułg. Футболен клуб Хебър Пазарджик) – bułgarski klub piłkarski, mający siedzibę w mieście Pazardżik, w środkowej części kraju. Obecnie gra w Wtora PFL.

## Historia
Chronologia nazw:
- 31.05.1918: USTD Christo Botew (Tatar Pazardżik) (bułg. УСТД [Ученическо-спортно туристическо дружество] „Христо Ботев” (Татар Пазарджик))
- 26.04.1921: SK Christo Botew (Tatar Pazardżik) (bułg. СК [Спортен клуб] „Христо Ботев“ (Татар Пазарджик))
- 16.07.1926: SK Christo Botew (Tatar Pazardżik) (bułg. СК „Христо Ботев“ (Татар Пазарджик)) – po fuzji z Lewski Pazardżik
- 1934: SK Botew (Pazardżik) (bułg. СК „Ботев“ (Пазарджик))
- 8.06.1945: FD Spartak (Pazardżik) (bułg. ФД [Физкултурно дружество] „Спартак“ (Пазарджик)) – po fuzji z Lewski Pazardżik
- 8.06.1947: FD Czawdar (Pazardżik) (bułg. ФД „Чавдар“ (Пазарджик)) – po fuzji z Septemwri Pazardżik, Tekstilec Pazardżik i Dinamo Pazardżik
- 20.09.1948: FD Spartak (Pazardżik) (bułg. ФД „Спартак“ (Пазарджик)) – po podziale klubu
- 27.08.1949: DSO Czerweno zname (Pazardżik) (bułg. ДСО [Доброволна спортна организация] „Червено знаме" (Пазарджик))
- 7.05.1957: DFS Benkowski (Pazardżik) (bułg. ДФС [Дружество за физкултура и спорт] „Бенковски“ (Пазарджик))
- 31.07.1959: DFS Botew (Pazardżik) (bułg. ДФС „Ботев“ (Пазарджик)) – po fuzji z Lewski Pazardżik
- 30.04.1970: DFS Marica (Pazardżik) (bułg. ДФС „Марица“ (Пазарджик))
- 10.07.1973: DFS Benkowski (Pazardżik) (bułg. ДФС „Бенковски“ (Пазарджик))
- 22.11.1979: DFS Hebyr (Pazardżik) (bułg. ДФС „Хебър“ (Пазарджик))
- 1985: FK Hebyr (Pazardżik) (bułg. ФК [Футболен клуб] „Хебър“ (Пазарджик))
- 2000: FK Hebyr-Iskyr (Pazardżik) (bułg. ФК „Хебър-Искър“ (Пазарджик)) – po fuzji z Iskyr Sofia
- 2000: FK Hebyr 1920 (Pazardżik) (bułg. ФК „Хебър 1920“ (Пазарджик))
- 2001: FK Hebyr (Pazardżik) (bułg. ФК „Хебър“ (Пазарджик))
- 2012: klub rozwiązano
- 2016: FK Hebyr 1918 (Pazardżik) (bułg. ФК „Хебър 1918“ (Пазарджик))

Klub piłkarski Christo Botew został założony w miejscowości Tatar Pazardżik 31 maja 1918 roku przez grupę uczniów (10 osób) z miejscowego gimnazjum pod przewodnictwem nauczyciela Georgija Serbezowa. Wkrótce klub został przemianowany na Studenckie Stowarzyszenie Turystyki Sportowej „Christo Botew” (bułg. Ученическо-спортно туристическо дружество „Христо Ботев”). Wcześniej w 1916 roku, Georgi Serbezow, absolwent kolegium francuskiego w Konstantynopolu, organizował zajęcia piłkarskie w jednostce wojskowej „Lagera” (obecnie „Zonata na Zdraveto”) na południowym brzegu rzeki Marica. Statut klubu został zatwierdzony przez Ministerstwo Oświaty rozporządzeniem nr 8355 z dnia 16 kwietnia 1920 roku. Pierwsze mecze odbyły się z miejscowymi studentami lub lokalnymi drużynami, ponieważ z powodu I wojny światowej nie było większych turniejów. 26 kwietnia 1921 roku walne zgromadzenie towarzystwa „Christo Botew” zmieniło nazwę na Klub Sportowy „Christo Botew”.
W 1921 roku zorganizowano pierwsze mecze mistrzostw miasta w piłce nożnej. Dwa lata później drużyny z Tatar Pazardżiku dołączyły do Południowo-Bułgarskiej Ligi Sportowej w obwodzie płowdiwskim. Od 1924 roku rozgrywano Mistrzostwa Bułgarii, w finałach których uczestniczyli najlepsze drużyny z każdej z lig. W 1925 roku klub po raz pierwszy zdobył mistrzostwo obwodu płowdiwskiego. 16 lipca 1926 roku „Christo Botew” i „Lewski” połączyły się w jeden zespół o nazwie SK „Christo Botew” ze statutem, kolorami i emblematem Botewu. W sierpniu tego samego roku klub odniósł największy sukces w swojej historii – w mistrzostwach Bułgarii 1926 roku drużyna pokonała w pierwszej rundzie mistrza obwodu starozagorskiego Beroe Stara Zagora 4:0, oraz mistrza obwodu wracanskiego Oreł Wraca w drugiej rundzie z wynikiem 5:1. Dopiero w półfinale zespół przegrał ze Sławią ze stolicy z wynikiem 2:6, ale mimo to zajął trzecie miejsce dzięki lepszym wynikom niż drugi półfinalista Lewski Ruse.
W 1934 roku po skróceniu nazwy miasta na Pazardżik, klub w następnym 1935 roku po raz drugi zakwalifikował się od oddziału płowdiwskiego Bułgarskiego Futbolowego Związku w turnieju finałowym mistrzostw. Zespół wystartował w ćwierćfinale, gdzie pokonał 7:1 drużynę Pobeda 26 z Plewny, a w półfinale przegrał 0:7 z Ticzą z Warny i zajął czwarte miejsce w rozgrywkach mistrzostwo. Od sezonu 1937/38 wprowadzono rozgrywki ligowe, jednak klub nie potrafił zakwalifikować się do nich, występując do 1941 roku w mistrzostwach miasta. A w latach 1941–1944 z powodu II wojny światowej mistrzostwa miasta Pazardżik nie zostały rozegrane.
Wraz ze zmianami w kraju, które nastąpiły po 9 września 1944 roku, zmieniła się również piłka nożna w Pazardżiku. Dotychczasowe 4 kluby miejskie połączyły się 8 czerwca 1945 roku, tworząc 2 nowe kluby: Spartak ze związku Botewa i Lewskiego oraz Septemwri ze związku Slawii i Benkowskiego. Rok później w Pazardżiku powstały jeszcze dwa nowe kluby: Tekstylec i Dinamo, które po roku, 8 czerwca 1947 roku połączyły się ze Spartakiem i Septemwri w jeden zespół miejski. Nowy klub został nazwany Czawdar, ale 20 września 1948 roku został rozwiązany i utworzono dwa kluby Septemwri i Spartak.
Wkrótce bułgarskie kierownictwo postanowiło skopiować system Dobrowolnych Organizacji Sportowych (DSO) w ZSRR na zasadzie podziału resortowego, z których każdy musiał być podporządkowany odpowiednim związkom branżowym. Tym samym klub został podzielony na 7 dobrowolnych organizacji sportowych - Spartak (pozostając pod kontrolą MSW), Dinamo, Torpedo, Stroiteł, Septemwri, Lokomotiw i Czerwone zname. Jednak największe sukcesy osiągnęli tylko dwa kluby miasta: Czerwone zname i Dinamo. Grali w wyższych ligach, podczas gdy pozostałe kluby zadowoliły się tylko mistrzostwami miasta. W 1950 roku Dinamo zostało włączone do Południowej B RFG, drugiej dywizji Bułgarii. Mimo że zajął 6. miejsce z 17 punktami i różnicą bramek 25:33, zespół spadł z ligi.
W 1953 roku utworzono pięć grup B RFG, a zespół Czerwone zname zakwalifikował się do grupy południowowschodniej. Po dwóch sezonach w 1954 klub został zdegradowany do południowowschodniej W RFG (D3).
Wprowadzony w sierpniu 1949 roku model "DSO - Dobrowolnych Sportowych Organizacji" (bułg. ДСО – Доброволна спортна организация) został zniesiony wiosną 1957 roku decyzją ponownie Komitetu Centralnego Bułgarskiej Partii Komunistycznej. Zgodnie z tą decyzją przywrócono zasadę terytorialno-produkcyjną, na której wcześniej budowane są bułgarskie związki sportowe. Tym samym wiosną 1957 roku dotychczasowe DSO zostały przekształcone w "DFS - Towarzystwa Wychowania Fizycznego i Sportu" (bułg. ДФС – Дружества за физкултура и спорт), zlokalizowane w różnych rejonach dużych miast. W tym samym czasie rozpoczął się proces odzyskiwania oryginalnych nazw: DSO Czerwone zname staje się DFS Benkowski.
W 1957 roku klub awansował do Południowej B RFG, ale w następnym sezonie 1958/59 spadł do południowowschodniej strefy (D3). 31 lipca 1959 roku klub połączył się z innym zespołem miejskim Lewski w jeden klub Botew. W 1963 zespół wrócił do drugiej dywizji, jednak po dwóch sezonach znów został zdegradowany do trzeciej dywizji. Od 1967 zespół już na długo zadomowił się na drugim poziomie bułgarskiej piłki nożnej. W 1970 roku na walnym zgromadzeniu klubu zdecydowano o zmianie nazwy na Marica - nazwę rzeki przepływającej przez miasto. Pod tą nazwą klub istniał tylko trzy lata do 1973 roku. 10 lipca 1973 ponownie zmieniono nazwę klubu piłkarskiego. Tym razem postanowiono wrócić do nazwy Benkowski. Z tę nazwą występował do 1979 roku, kiedy to na Walnym Zgromadzeniu nazwa została ponownie zmieniona, tym razem na Hebyr – tracką nazwę rzeki Marica. Jedynie sezon 1976/77 klub spędził rok na trzecim poziomie w zonie Trakia. Po zakończeniu sezonu 1983/84 zajął 14.miejsce w grupie Południowej B RFG i spadł do południowowschodniej W grupy. W 1987 zespół wrócił do B RFG.
W 1989 roku klub awansował po raz pierwszy w swojej historii do A RFG, najwyższej ligi kraju. Mimo dobrych meczów pod koniec sezonu, zespół wraca do B RFG. W następnym sezonie 1991/92 ponownie wrócił na najwyższy poziom, ale znów tylko na jeden sezon. W kolejnych latach zespół grał w B RFG do 1996 roku, po czym całkowicie spadł do amatorskiej grupy W, w której występował do 2000 roku.
Na początku 2000 roku zespół połączył się z klubem Iskyr ze Sofii z grupy B i zaczął grać w Pazardżiku pod nazwą Hebyr-Iskyr. W tym samym roku zespół zdobył promocję do grupy A po raz trzeci w swojej historii i zakończył sezon na 9.miejscu, działając pod nazwą Hebyr-1920.
Mimo dobrych wyników pod koniec sezonu 2000/01 drużyna przeniosła się do Petricza i została połączona z lokalną drużyną Bełasica. Powstała nowa drużyna o nazwie Hebyr, która musiała wystartować z najniższego etapu w swojej historii: „A” OFG Pazardżik, czwartej ligi kraju, w której grały jego drużyny rezerwowe. Tam klub szybko zakwalifikował się do południowo-zachodniej grupy W. Zespół grał trzy sezony w trzeciej lidze i wywalczył drugie miejsce w sezonie 2004/05, co pozwoliło zespołowi wrócić do B RFG.
W pierwszym sezonie drużyna zajęła tam siódme miejsce w końcowej klasyfikacji, a w drugim sezonie 2007/08, została sklasyfikowana na 13.pozycji, po czym spadła z powrotem do południowozachodniej W RFG, grając tam do sezonu 2011/12. W 2012 roku klub zajął 17.miejsce i miał spaść w klasie, ale przestał istnieć.
W 2016 roku klub odrodził się pod nazwą Hebyr 1918 po połączeniu z Cziko Biaga i grał w nowo utworzonej południowo-zachodniej trzeciej lidze. W sezonie 2018/19 zespół zwyciężył w południowo-zachodniej trzeciej lidze. Po trzech latach na drugim poziomie klub zajął w sezonie 2021/22 drugie miejsce w Wtora PFL i awansował do Pyrwa PFL.

## Barwy klubowe, strój
|  |  |

Klub ma barwy zielono-białe. Zawodnicy domowe spotkania zazwyczaj grają w zielonych koszulkach, zielonych spodenkach oraz zielonych getrach.

## Sukcesy

### Trofea międzynarodowe
Nie uczestniczył w rozgrywkach europejskich (stan na 31-05-2022).

### Trofea krajowe
| \| \| Zdobyte trofea w rozgrywkach Bułgarii (stan na: 31-05-2022) \| |                                                             |      |                                             |
| Rozgrywki                                                            | Osiągnięcie                                                 | Razy | Sezon(y)                                    |
| · Mistrzostwo                                                        | I miejsce                                                   | 0    |                                             |
| · Mistrzostwo                                                        | II miejsce                                                  | 2    | 1926 (półfinał), 1935 (półfinał)            |
| · Mistrzostwo                                                        | III miejsce                                                 | 0    |                                             |
| · Mistrzostwo                                                        | 9.miejsce                                                   | 1    | 2000/01                                     |
| Puchar                                                               | zdobywca                                                    | 0    |                                             |
| Puchar                                                               | finalista                                                   | 0    |                                             |
| Puchar                                                               | ćwierćfinalista                                             | 3    | 1974/75, 1988/89, 2004/05                   |
| II liga                                                              | I miejsce                                                   | 2    | 1988/89, 1990/91                            |
| II liga                                                              | II miejsce                                                  | 1    | 2021/22                                     |
| II liga                                                              | III miejsce                                                 | 3    | 1970/71 (Jużna), 1973/74 (Jużna), 1999/2000 |
| Bułgaria                                                             | Zdobyte trofea w rozgrywkach Bułgarii (stan na: 31-05-2022) |      |                                             |

- Zonowa FG/W RFG/W AFG/Treta amatiorska futbołna liga (D3):
  - mistrz (4x): 1965/66 (Trakia), 1976/77 (Trakia), 1986/87 (Jugozapadna), 2018/19 (Jugozapadna)
  - wicemistrz (3x): 1998/99 (Jugozapadna), 2004/05 (Jugozapadna), 2017/18 (Jugozapadna)

- Obłastna grupa „A” Pazardżik (D4):
  - mistrz (1x): 2001/02 (Pazardżik)

## Poszczególne sezony

### Rozgrywki międzynarodowe

#### Europejskie puchary
Jedynie w sezonie 1991/92 uczestniczył w rozgrywkach europejskich - Puchar Bałkan.
| Sezon   | Faza        | Drużyna | Wynik    |
| ------- | ----------- | ------- | -------- |
| 1991/92 | ćwierćfinał | Sariyer | 1:1, 0:2 |

### Rozgrywki krajowe
| \| Bułgaria \| Bilans występów klubu w rozgrywkach piłkarskich Bułgarii (Stan na 31 maja 2020 r.) \| \| |                                                                                    |        |       |   |   |   |    |    |     | |        |        |      |
| Poziom                                                                                                  | Rozgrywki                                                                          | Sezony | Mecze | Z | R | P | B+ | B– | Pkt | Lata | Awanse | Spadki | Naj. |
| I | Pyrwa PFL                                                                          | 6      |       |   |   |   |    |    |     | 1926, 1935, 1989/90, 1991/92, 2000/01, od 2022                                                                                            | 0      | 0      | 9    |
| II | Wtora PFL                                                                          | 60     |       |   |   |   |    |    |     | 1921–1941, 1945–1948, 1953–1954, 1957–1959, 1962–1964, 1966–1976, 1977–1984, 1987–1989, 1990/91, 1992–1997, 1999/00, 2005–2007, 2019–2022 | 6      | 7      | 1    |
| III | Treta AFL                                                                          | 29     |       |   |   |   |    |    |     | 1948–1952, 1955–1956, 1959–1962, 1964–1966, 1976/77, 1984–1987, 1997–1999, 2002–2005, 2007–2012, 2016–2019                                | 10     | 0      | 1    |
| IV | Obłastna grupa Pazardżik                                                           | 1      |       |   |   |   |    |    |     | 2001/02 | 1      | 0      | 1    |
| | Puchar Bułgarii                                                                    | 3      |       |   |   |   |    |    |     | od 1953 | 0      | 0      | 1/4  |
| Bułgaria                                                                                                | Bilans występów klubu w rozgrywkach piłkarskich Bułgarii (Stan na 31 maja 2020 r.) |        |       |   |   |   |    |    |     | |        |        |      |

## Struktura klubu

### Stadion
Klub piłkarski rozgrywa swoje mecze domowe na stadionie Georgiego Benkowskiego w Pazardżiku o pojemności 13 128 widzów.

## Kibice i rywalizacja z innymi klubami

### Derby
- Lewski Pazardżik
- CSKA Sofia
- Lewski Sofia
- Botew Płowdiw
- Łokomotiw Płowdiw
- Beroe Stara Zagora